# 網路自由
网络自由是一个笼统的术语，其内容包括數位權利、信息自由、网路访问权、不受网路审查的限制以及网路中立。    
有些人认为网络自由不是人权。 他们之所以这样认为，是因为将网络自由视为一项人权会削弱人权的立场。与此同时，人们购买，拥有、使用这些服务器，声称自己有权使用这些服务器，这使它成为一种权利主张。一些国家在不同程度上限制了其公民在网上可以浏览和观看的内容。  
“ 2012年6月，它被联合国人权理事会宣布为一项人权。” 一些国家试图封禁某些网站，或删除限制网络自由的词语，甚至两者兼有。 “自1990年代以来，欧洲监管机构一直要求美国技术公司遵守比美国监管机构要求的更高的隐私和竞争标准。欧洲监管机构还试图从其网络中消除《美国宪法第一修正案》所允许，但在欧洲却构成违法的仇恨言论” 
在当今社会，随着越来越多的虚假信息在互联网中传播，许多人对它之上的信息开始产生了不信任。这种现象相当棘手，因为十年来越来越多人利用互联网查看新闻及天气信息。互联网提高了信息传递的效率，使得大众得以比以往更快地获取信息，诸如选举、灾难之类的较大事件能够在短短几秒钟内知道。
2010年，中华人民共和国的网民规模位居世界第一，大约有3.3亿人，其中包括7000万名博主。它是拥有世界上最复杂，最激进的网络审查的国家之一。 2020年，自由之家在网络自由方面将中国列为受评估的 65 个国家中的最后一名，这是它连续第六年在接受评估的65个国家中排名最低。 